# Ferme éolienne de Sweetwater
La ferme éolienne de Sweetwater est l'un des plus grands parcs éoliens au Texas. La construction du parc éolien d'une puissance nominale de 585 MW s'est déroulée en cinq étapes.
La 4e phase met en œuvre 135 éoliennes Mitsubishi 1 MW et 46 éoliennes Siemens de 2,3 MW. Leur production est vendue à CPS Energy à San Antonio en vertu d'un contrat d'achat de 20 ans.
La construction de la 5e phase a débuté en février 2007 et s'est terminée en décembre 2007, par la mise en place de 35 éoliennes Siemens, d'une capacité totale de 80 MW,.